# Erica sociorum
Erica sociorum är en ljungväxtart som beskrevs av Harriet Margaret Louisa Bolus. Erica sociorum ingår i släktet klockljungssläktet, och familjen ljungväxter. Inga underarter finns listade i Catalogue of Life.

## Bildgalleri

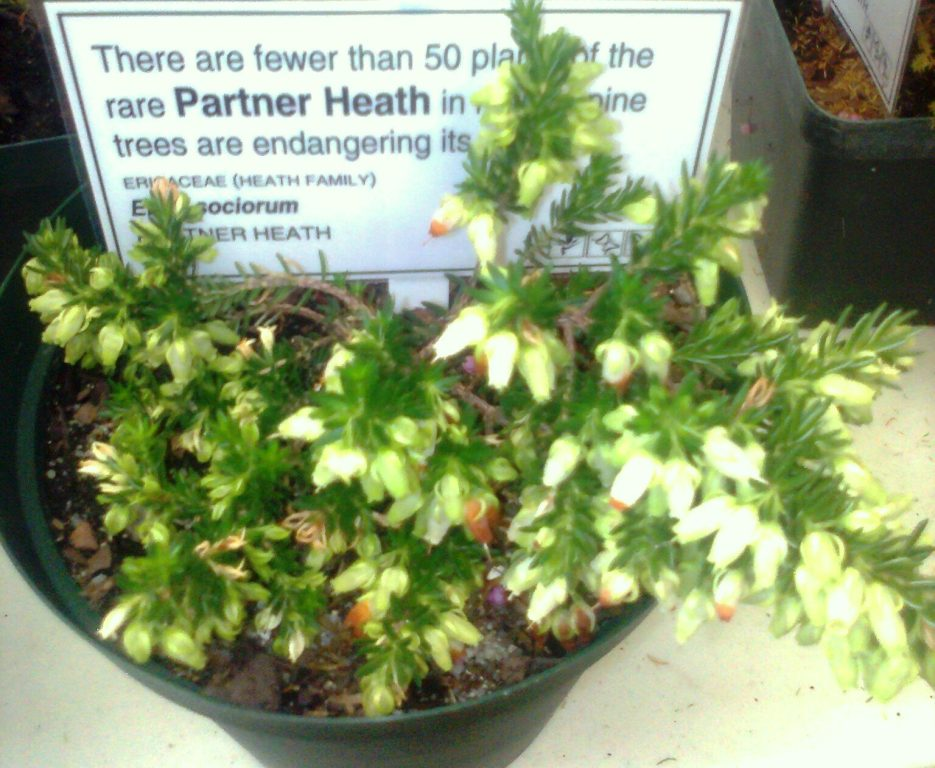